# 克里姆林宮軍械庫
克里姆林宮軍械庫（俄语：Оружейная палата）是莫斯科歷史最古老的博物館之一。

## 历史

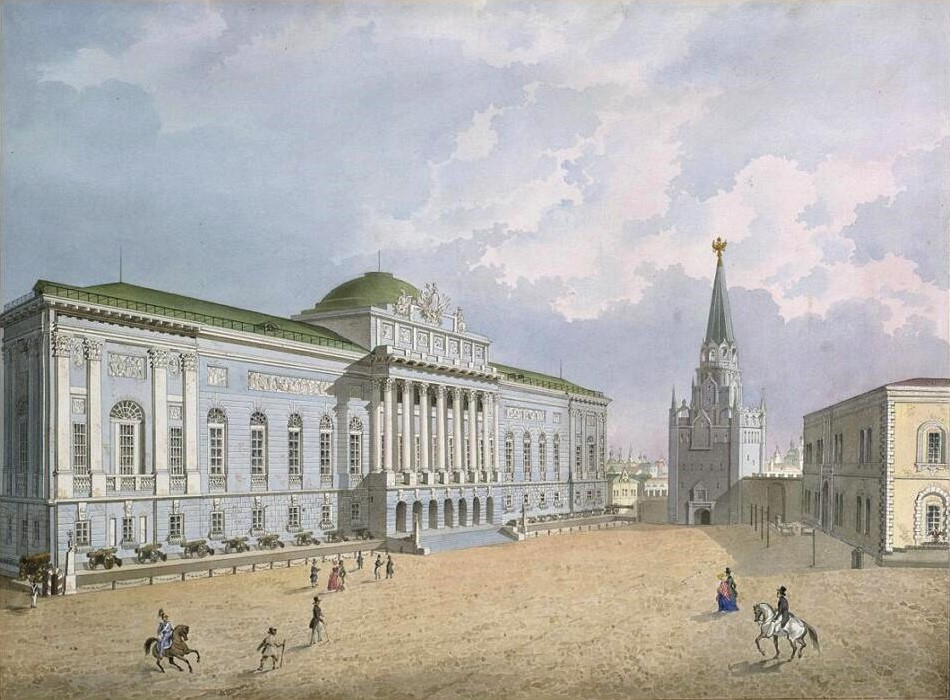

克里姆林宮軍械庫成立於1508年，位於克里姆林宮之內。最初是俄羅斯皇室的軍械庫，負責生產、採購和儲存武器、飾品及沙皇的各種生活用品。1711年，彼得大帝將主要的軍械生產和儲存移往新首都聖彼得堡後，其功能逐漸弱化，並和皇家國庫、馬車庫與沙皇皇室的私人床具等用品庫合併。在1806年，亞歷山大一世命令軍械庫改建為莫斯科第一個公共博物館、並開放部分皇室的生活用品供大眾參觀，不過藏品直到7年後，也就是1813年才正式對公眾開放。現在克里姆林宮軍械庫收藏有歐洲各地自5世紀至20世紀的應用藝術品，另有展出俄國的鑽石基金展品，包含1719年彼得大帝收集、沙皇和蘇聯政府保存迄今的天然金條、珠寶鑽石與稀有貴金屬等展品。

## 外部連結
- Kremlin Museums: The Armoury Chamber